# دامير بوشكار
دامير بوشكار (بالسلوفينية: Damir Puškar)‏ هو لاعب كرة قدم سلوفيني، ولد في 3 سبتمبر 1987 في سلوفينيا. لعب مع FC Litija ‏.

## وصلات خارجية
- دامير بوشكار على موقع الاتحاد الأوربي (الإنجليزية)